# Стрейдом, Йоханнес
Йоханнес Герхардус Стрейдом (африк. Johannes Gerhardus Strijdom), также известный как Ханс Стрейдом (африк. Hans Strijdom), — премьер-министр ЮАС с 30 ноября 1954 по 24 августа 1958 года. Вошёл в историю как бескомпромиссный африканер-националист, сторонник сегрегации и один из основоположников южноафриканской системы апартеида.

## Ранние годы
Стрейдом родился на семейной ферме Клипфонтейн около г. Уиллоумор (Восточно-Капская провинция), получил юридическое образование в Виктория Колледж (ныне Университет Стелленбоса) и Университете Претории. После окончания обучения Стрейдом обосновался в Нилстроме (Северный Трансвааль). Здесь он проникся локальным патриотизмом и стал лидером местного африканерского сообщества. В 1929 году Стрейдом был избран в Палату Собрания Южной Африки от Ватерберга, представляя Национальную партию. Стрейдом был весьма влиятелен, поскольку был лидером Национальной партии в Трансваале, считавшемся тогда наиболее важной областью Южной Африки.
После того, как под воздействием мирового экономического кризиса в 1934 году было достигнуто соглашение о слиянии Национальной партии Джеймса Герцога с Южноафриканской партией Яна Смэтса, Стрейдом вошёл в отколовшуюся фракцию Национальной партии, названную Gesuiwerde Nasionale Party (Очищенная Национальная партия). Позднее Очищенная Национальная партия была переименована в (Воссоединенную) Национальную партию, а её лидером стал Даниэль Франсуа Малан. Малан, Стрейдом и их последователи не доверяли Смэтсу и выступали против его пробританской политики. Однако большинство депутатов парламента от Национальной партии приняло сторону Джеймса Герцога. Стрейдом оказался единственным депутатом из Трансвааля, разделявшим идеалы Малана. Состоял в тайном обществе африканерских националистов Брудербонд.

## Начало эры апартеида
В 1948 году после неожиданной победы Национальной партии, делавшей ставку на программу жёсткой расовой сегрегации (апартеида), Малан стал премьер-министром Южной Африки, а Стрейдом — министром сельского хозяйства и ирригации. Возможно, Стрейдом выбрал этот пост ввиду своего интереса к сельскому хозяйству и занятию фермерством. Возможно также, что Малан подобрал ему эту должность из-за того, что Стрейдом не нравился молодой жене Малана. По той же причине Малан позднее пытался сделать своим преемником не Стрейдома, а более умеренного министра финансов Николаса Хавенгу.

## Премьер-министр
Несмотря ни на что, 30 ноября 1954 года Стрейдом был избран лидером Национальной партии и после отставки Малана стал премьер-министром. Во время всеобщих выборов в 1957 году Национальной партии во главе с новым лидером удалось увеличить количество мест в парламенте.
Стрейдом был популярен среди членов Национальной партии и пользовался поддержкой сторонников провозглашения республики, в то время как Малан скорее сохранял индифферентность по отношению к этой проблеме. В течение своего премьерского срока Стрейдом сделал всё, чтобы разорвать связи с Британской империей, и укрепил африканерское господство в Южной Африке, параллельно усиливая политику апартеида.
Стрейдом проводил курс на сохранение господства белого меньшинства, в годы его руководства «цветные» избиратели были удалены из общего списка и были включены в отдельный «цветной» список. В течение срока полномочий Стрейдома состоялся судебный процесс по делу об измене, на котором судили 156 активистов Хартии Свободы (англ. Freedom Charter), включая Нельсона Манделу. Во внешней политике правительство Стрейдома разорвало дипломатические отношения с Советским Союзом.
В последний год руководства Стрейдом страдал от онкологического заболевания и часто отсутствовал на заседаниях правительства из-за ухудшающегося здоровья. Он умер 24 августа 1958 года в Кейптауне и был похоронен в Претории, в Акре Героев.

## Личная жизнь

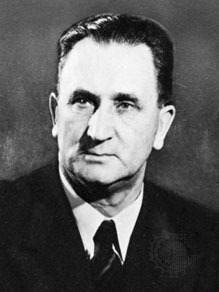
Стрейдом в 1950-х годах.

Стрейдом был известен как честный, неподкупный, но в то же время упрямый политик, не желающий идти на уступки. Его прозвали «Северным Львом», поскольку он хоть и был жестким политическим противником, всегда оставался джентльменом.
Первый брак Стрейдома с актрисой Маргэрете ван Хулстеин продлился около года. Его второй женой была Сьюзен де Клерк, тётя Фредерика де Клерка, Государственного президента ЮАР в 1989—1994 годах. От второго брака родились двое детей — Йоханнес и Эстель. Сьюзен Стрейдом умерла в 1999 году, а Эстель — в 2009.

## Память
В ЮАР до сих пор сохранились различные памятники, посвященные Стрейдому. В 2001 году его бюст, расположенный в центре Претории, рухнул, в результате чего два человека получили травмы. В 2012 году власти Претории переименовали 27 улиц, в том числе и улицу, названную в честь Стрейдома, которая получила новое имя в честь Соломона Махлангу. Его дом в Модимолле теперь является музеем, в котором хранятся в том числе части рухнувшего бюста.
В Йоханнесбурге есть район и улица, названные в честь Стрейдома, улица Малибонгве Драйв ранее также носила имя Стрейдома. В Вельтевреденпарке, пригороде Родепорта, есть улица под названием JG Strydom Road. В Рандбурге также есть район Стрейдомпарк, названный в его честь.
Башня Хиллброу в Йоханнесбурге официально носила имя Стрейдома до 1995 года, когда вскоре после падения режима апартеида ей было присвоено современное название.
В Виндхуке, ранее входившим в состав Юго-Западной Африки, аэропорт с 1965 года носил имя Стрейдома. После обретения Намибией независимости в 1990 году он был переименован в международный аэропорт имени Хосеа Кутако. Также, рядом с Худспрёйтом расположен туннель, названный в честь Стрейдома.